# Systema naturae

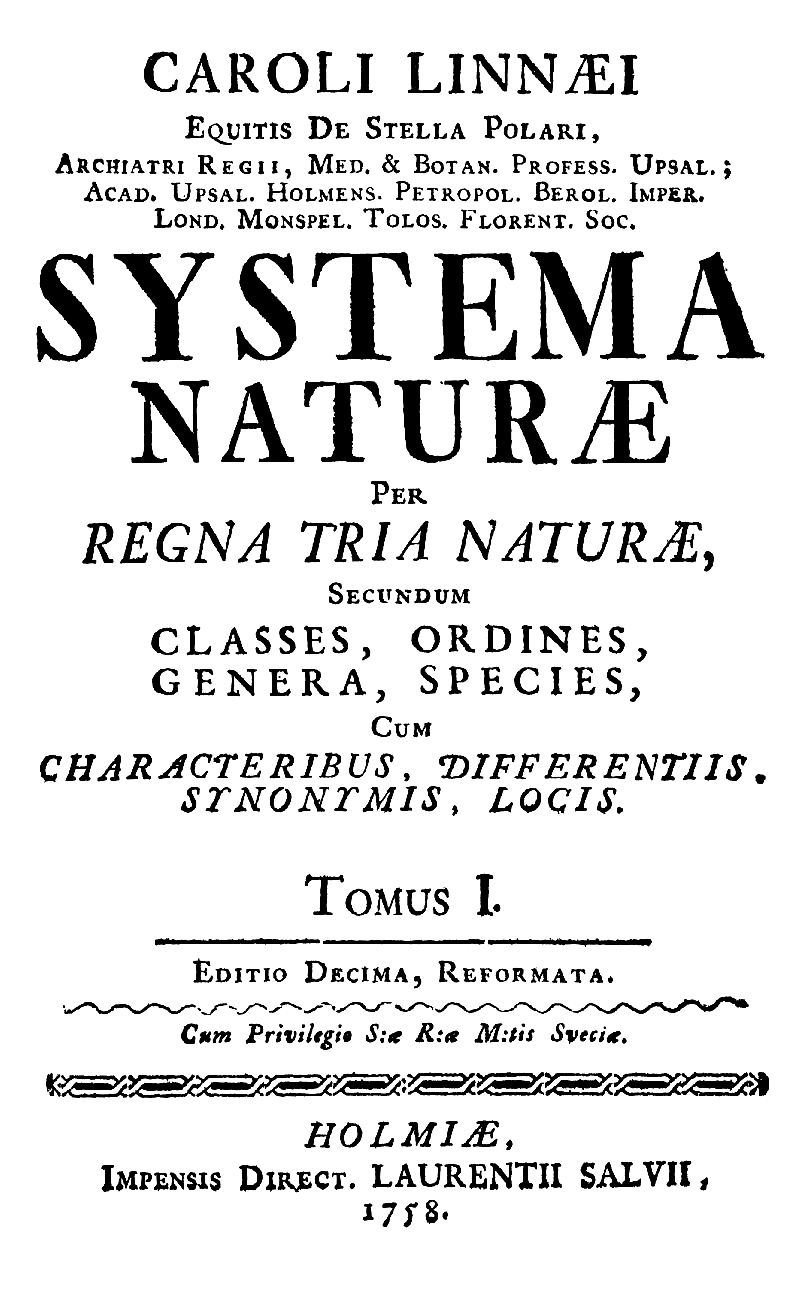
Titelblad van de tiende editie (1758) van Linnaeus' Systema naturae

Systema naturae is een van de invloedrijkste werken van de Zweedse plantkundige, dierkundige, geoloog en arts Carl Linnaeus. De volledige titel van het boek verschilt van editie tot editie maar de definitieve titel (vanaf de tiende druk) luidt Systema naturae per regna tria naturae, secundum classes, ordines, genera, species, cum characteribus, differentiis, synonymis, locis, te vertalen als Indeling van de natuur in de drie rijken der natuur, volgens klassen, ordes, geslachten en soorten, met kenmerken, verschillen, synoniemen, plaatsen.
Van de tiende editie van het boek geldt deel 1, de dierkunde, gepubliceerd in 1758 (deel 2, plantkunde, volgde in 1759), bij afspraak onder zoölogen, als het beginpunt van de zoölogische nomenclatuur.

## Ontwikkeling van het werk

### Eerste druk
Linnaeus publiceerde de eerste editie van Systema naturae in 1735, gedurende zijn verblijf in Nederland. Zelf had hij niet de middelen om het werk te laten drukken maar Jan Frederik Gronovius was zo onder de indruk van de systematische ordening in het werk dat hij het samen met de Schotse arts Isaac Lawson financierde, en uitgaf. Zoals gebruikelijk voor wetenschappelijke werken uit die tijd werd het gepubliceerd in het Latijn. In het boek gaf Linnaeus een classificatie van de natuurlijke wereld, en enkele overdenkingen daarbij. Hij verdeelde de natuur hierbij in het mineralenrijk (Regnum lapideum), het plantenrijk (Regnum vegetabile) en het dierenrijk (Regnum animale). Het dierenrijk verdeelde hij onder in zes klassen: I Viervoeters (inclusief de mens), II Vogels, III Amfibieën (reptielen en amfibieën), IV Vissen (inclusief walvissen), V Insecten (geleedpotigen) en VI Wormen (alle overige ongewervelden), en een ongenummerde klasse Paradoxa, waarin monsters en fabeldieren behandeld werden, zoals de hydra, de eenhoorn, de satyr, de phoenix, de draak en de Bernicla, die 's winters eendenmossel, 's zomers rotgans is).
De classificatie van het plantenrijk in het boek was geen natuurlijke indeling, maar één volgens Linnaeus' nieuwe, kunstmatige, systeem waarbij soorten met hetzelfde aantal meeldraden werden behandeld als een klasse, en daarbinnen soorten met hetzelfde aantal stijlen als een orde. Zijn classificatie voor het dierenrijk was een meer natuurlijke dan die van het plantenrijk. Zo was hij de eerste die de mensen niet als aparte groep behandelde, maar bij de primaten indeelde (als Anthropomorpha). In Linnaeus' opvatting was het werk een systematische catalogus van God’s schepping; hij groepeerde organismen die op elkaar leken omdat ze op die manier eenvoudig in het werk te vinden waren. Hij was er daarbij niet op uit om (evolutionaire) verwantschapsrelaties tussen de soorten aan te duiden. De eerste editie telde twaalf pagina’s. De inhoud was, op de observaties die hij over de rijken schreef na, niet veel meer dan een geordende opsomming van geslachtsnamen (bij de planten geen enkele soort, bij de mineralen en dieren hier en daar een soortnaam). Hij gaf geen enkele beschrijving.

### Tweede druk
In 1740, toen Linnaeus al weer in Zweden was, liet hij bij Gottfried Kiesewetter, in Stockholm, de tweede druk verschijnen. Deze was uitgebreid tot 80 pagina's in octavoformaat, en samengebonden met de 23 pagina's omvattende tweede druk van Fundamenta botanica. Al voor het uitgeven van de tweede druk had Linnaeus van Gronovius gehoord dat er in Halle, zonder dat hij erin gekend was, een vertaling van de eerste druk van het werk was verschenen. Linnaeus autoriseerde die later als "derde druk". Wezenlijk verschilt de tweede druk niet van de eerste: de volgorde (mineralen, planten, dieren) is dezelfde, er worden alleen meer geslachten genoemd en bij de dieren wat meer soorten.
In de jaren na de tweede druk verschenen er twee licht gewijzigde edities van het werk. Een daarvan was een bewerking door Bernard de Jussieu, die met toestemming van Linnaeus werd uitgegeven, en Franse in plaats van Zweedse namen gaf. De andere was een bewerking door Michael Gottlieb Agnethler, die Duitse in plaats van Zweedse namen vermeldde.

### Zesde druk
De zesde editie, in 1748 verschenen in Stockholm, was weer volledig van Linnaeus' hand. Deze editie verschilt sterk van de vorige. De volgorde is omgekeerd, en nu wordt het dierenrijk als eerste behandeld. Bij de dieren wordt bijna geen geslacht meer zonder soorten genoemd. De Paradoxa worden niet meer vermeld. Bij de planten nog steeds geen soortnamen maar het aantal geslachten is sterk uitgebreid. Van deze druk verscheen weer een bewerking met Duitse namen, en een volledig in het Zweeds vertaalde druk van alleen het deel over planten.
In 1756 verscheen bij Haak in Leiden nog een door Gronovius, bewerkte en uitgebreide versie, die met toestemming van Linnaeus werd uitgegeven en als negende druk door het leven gaat.

### Tiende druk

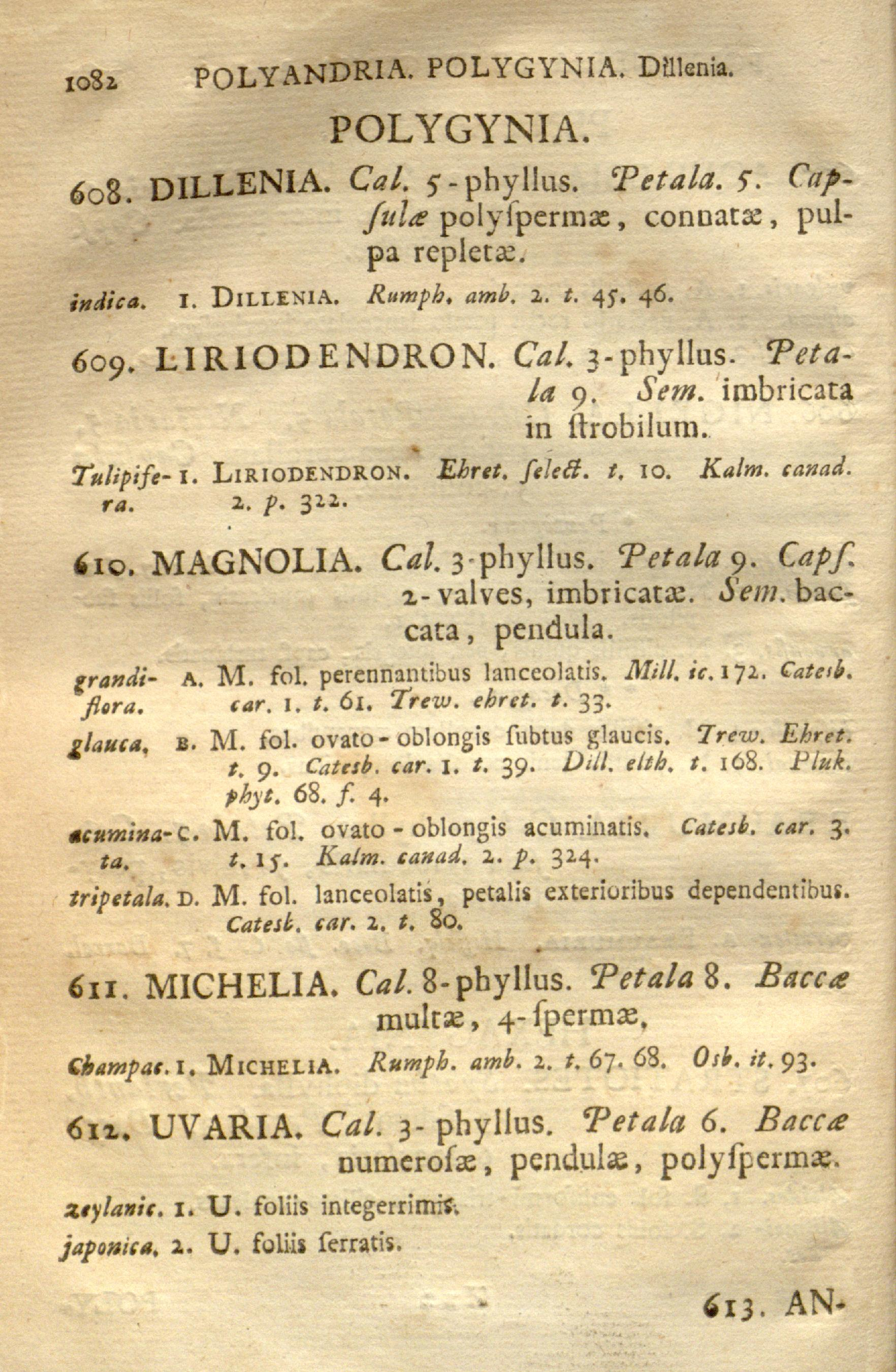
Pagina 1082 uit de tiende druk van Systema naturae, 1759.

Van de tiende, en achteraf bezien belangrijkste, druk, verscheen deel 1 in 1758 bij Salvi in Stockholm. In deze, ten opzichte van eerdere drukken sterk uitgebreide, editie verving hij de klasse Quadrupedia (viervoeters) door Mammalia (zoogdieren), en schaarde daar voor het eerst ook de walvissen onder, die hij eerder nog bij de vissen had ondergebracht. Slechts in uitzonderlijke gevallen, zoals bij de mens, gaf hij ook een beschrijving. Bij veruit het grootste deel van de soorten volstond hij met het geven van een nomen triviale, een nomen specificum legitimum, en verder een of meer synoniemen, dus eerder door andere auteurs gepubliceerde namen van dezelfde soort. De beschrijving van de soort is dan ook niet bij Linnaeus maar bij de geciteerde auteur(s) te vinden. In de ruim 800 pagina's van deel 1 benoemde hij 4378 diersoorten in 312 geslachten. Vanaf deze 10e editie voerde Linnaeus, nadat hij dat in Species plantarum in 1753 al voor de planten had gedaan, ook voor de dieren het consequent gebruik van de binominale nomenclatuur in voor alle soorten (dus ook die uit monotypische geslachten). Dit laatste is er de reden van dat het boek later, bij afspraak onder zoölogen, is aangewezen als beginpunt van de zoölogische nomenclatuur.
Deel 2, over het plantenrijk, verscheen in het daarop volgende jaar. In dit deel staan voor het eerst niet alleen geslachten maar ook namen van veel soorten. Ook bij de planten zijn vrijwel geen door Linnaeus zelf gegeven beschrijvingen, maar vrijwel louter verwijzingen naar eerder gepubliceerde namen en beschrijvingen. Het geplande deel 3, over het mineralenrijk, is bij de tiende druk niet verschenen.
Van de tiende druk verscheen in Halle een roofdruk, bewerkt en van een voorwoord voorzien door Johann Joachim Lange. Dit is vermoedelijk het werk dat Linnaeus later bedoelde met 11e druk.

### Twaalfde druk
De laatste druk die nog onder redactie van Linnaeus verscheen was de twaalfde, die door Lars Salvi in Stockholm werd uitgegeven. Deel 1 was zo ver uitgegroeid dat het in twee banden gesplitst moest worden. Bij de twaalfde druk verscheen wél een deel 3, over het mineralenrijk. Waar de eerste druk nog slechts twaalf pagina's dubbel folio besloeg, telde deze laatste ruim dertig jaar later ongeveer 2300 pagina's octavo. Van 1767 tot 1770 werd in Wenen bij Trattner nog een dertiende druk uitgegeven die, op de titelpagina na, identiek is aan de twaalfde. Deze druk wordt ook wel "12a" genoemd omdat er ook nog een uitgebreidere dertiende druk verscheen, maar niet meer verzorgd door Linnaeus.

### Dertiende druk
Van 1788 tot 1793 verscheen in Leipzig de dertiende druk, onder de titel Caroli a Linné systema naturae per regna tria naturae, secundum classes, ordines, genera, species, cum characteribus, differentiis, synonymis, locis. Editio decima tertia, aucta, reformata, verzorgd door Johann Friedrich Gmelin, die het werk opnieuw uitbreidde en tevens hervormde (aucta et reformata). Deze laatste editie onder de titel Systema naturae telde tien delen en ruim 6250 pagina's.

## Overzicht van edities
- 1735, Leiden, Theodorus Haak, eerste druk, 12 pagina's in dubbel folio, titel: Systema naturae sive regna tria naturae systematice proposita per classes, ordines, genera, & species, BHL, Kungliga Biblioteket
- 1740, Stockholm, Gottfried Kiesewetter, tweede druk, 80 pagina's in octavo, titel: Systema naturae in quo naturae regna tria, secundum classes, ordines, genera, species, systematice proponuntur, met Zweedse namen voor mineralen en dieren. Google books.
- 1740, Halle, Gebauer, een illegale bewerking en vertaling van de eerste druk door Johann Joachim Lange, uitgegeven vóór de tweede druk en achteraf door Linnaeus geautoriseerd als "derde druk". Google books
- 1744, Parijs, Michaelis-Antonius David, bewerkt door Bernard de Jussieu, iets gewijzigde uitgave van de tweede druk, met Franse in plaats van Zweedse namen, later door Linnaeus als vierde druk betiteld, samengebonden met Fundamenta botanica. BHL, Real Jardín Botánico, Madrid.
- 1747, Halle, Michael Gottlieb Agnethler, eveneens iets gewijzigde uitgave van de tweede druk, met Duitse in plaats van Zweedse namen, later door Linnaeus de vijfde druk genoemd. BSB, München.
- 1748, Stockholm, Gottfried Kiesewetter, zesde druk, 224 pagina's in octavo, Systema naturae sistens regna tria naturae, in classes et ordines, genera et species redacta tabulisque aeneis illustrata, BHL, GDZ.
- 1748, Leipzig, Gottfried Kiesewetter, zevende druk, gelijk aan de zesde maar met Duitse in plaats van Zweedse namen. BHL.
- 1753, Stockholm, Lars Salvi, achtste druk, een vertaling in het Zweeds door Johan Johansson Haartman, van alleen het deel over planten. Umeå UB
- 1756, Leiden, Theodorus Haak, negende druk, door Gronovius bewerkte, op de zesde druk gebaseerde uitgave, met Franse in plaats van Zweedse namen. BHL.
- 1758-59, Stockholm, Lars Salvi, tiende druk, 1384 pagina's in octavo, Systema naturae per regna tria naturae, secundum classes, ordines, genera, species, cum characteribus, differentiis, synonymis, locis, deel 1, deel 2; BHL.
- 1760-70, Halle, Johann Joachim Lange, een zo goed als identieke roofdruk. Linnaeus zelf noemt een elfde druk die in 1762 in Leipzig verschenen zou zijn maar aangezien deze editie onbekend is, kan hij de in Halle uitgegeven roofdruk bedoeld hebben. deel 1, band 1, deel 1, band 2; BHL.
- 1766-67, Stockholm, Lars Salvi, twaalfde druk, 1327 + 736 (+ 142 voor Mantissa plantarum) + 236 pagina's in octavo. deel 1, band 1, deel 1, band 2, deel 2, deel 3; BHL.
- 1767-70, Wenen, Thomas von Trattner, dertiende druk, identiek aan de twaalfde (daarom ook wel 12a genoemd), deel 1, band 1, deel 1, band 2, deel 2, deel 3; BHL.
- 1788-93, Leipzig, Georg Emanuel Beer; verzorgd door Johann Friedrich Gmelin, dertiende druk, sterk uitgebreid (4120 + 1661 + 476 pagina's), deel 1, band 1 (1-500), deel 1, band 2 (501-1032), deel 1, band 3 (1033-1516), deel 1, band 4 (1517-2224), deel 1, band 5 (2225-3020), deel 1, band 6 (3021-3910), deel 1, band 7 (index: 3911-4120); deel 2, band 1 (1-884), deel 2, band 2 (885-1661); deel 3 (1-476); BHL.